# 臺灣省政府建設廳

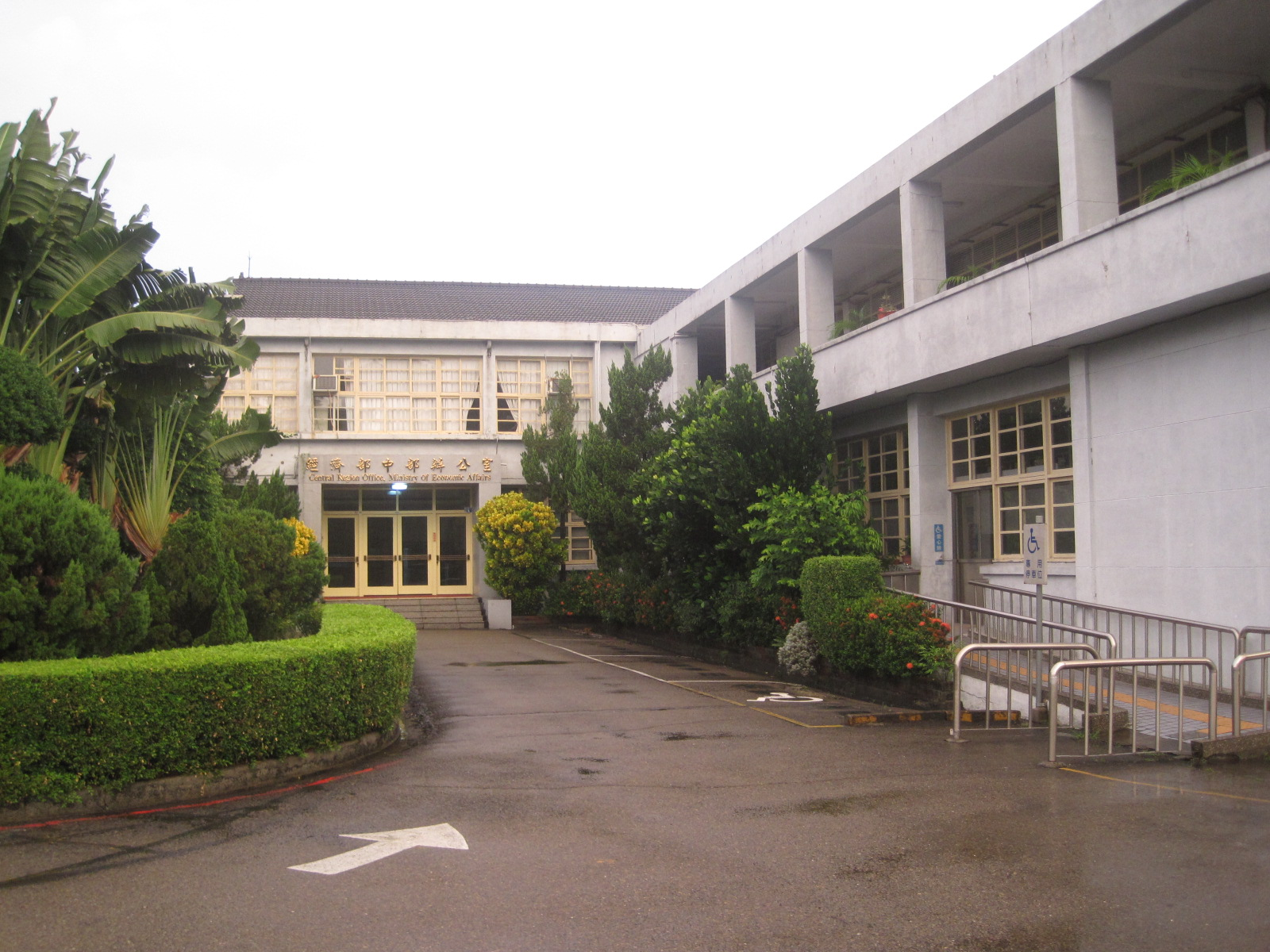
現為經濟部中部辦公室

臺灣省政府建設廳為臺灣省政府曾設置的一級所屬機關，成立於1945年。當時負責掌理臺灣省的工業、商業、礦業、中小企業輔導、技術行業行政、都市與區域計畫行政、建築管理、手工業輔導推廣、零售市場及攤販管理等業務。1999年7月1日因台灣省政府功能業務與組織調整而裁撤。

## 歷史
- 1945年臺灣光復後，設置臺灣省行政長官公署（隸屬行政院）成為台灣省最高行政機關，下設9處、9委員會、4局、4試驗所、2研究所、3館、2團等機關（構），其中「臺灣省行政長官公署工礦處」為建設廳前身。
- 1947年5月16日，臺灣省行政長官公署改制為臺灣省政府，臺灣省行政長官公署工礦處改組為「臺灣省政府建設廳」。
- 1949年，經濟部中央標準局隨中華民國政府遷臺，商標業務由經濟部委託臺灣省政府建設廳辦理。
- 1954年，經濟部向臺灣省政府建設廳收回商標業務，改派中央標準局兼辦。
- 1999年7月1日依據《台灣省政府功能業務與組織調整暫行條例》，臺灣省政府建設廳裁撤，除營建業務併入內政部之外，其餘工商、礦業、水利業務改由經濟部接收。廳舍由經濟部中部辦公室接收運作，依據《經濟部中部辦公室設置要點》設置八科，分別辦理工業行政、公司登記管理、零售市場管理等業務。

## 組織

### 附屬機關
- 臺灣省政府水利局（今經濟部水利署）
- 臺灣省礦務局（今經濟部礦務局）
- 臺灣省石門水庫管理局
- 臺灣省曾文水庫管理局
- 臺灣省鯉魚潭水庫管理局
- 臺灣省政府住宅及都市發展處市鄉規劃局（今內政部營建署城鄉發展分署）
- 臺灣省新生地開發處（併入內政部營建署城鄉發展分署）
- 臺灣省手工業研究所（今國立臺灣工藝研究發展中心）
- 臺灣省度量衡檢定所（併入經濟部標準檢驗局）

### 省營事業
- 臺灣省自來水股份有限公司
- 唐榮鐵工廠股份有限公司
- 高雄硫酸錏股份有限公司
- 台灣中興紙業股份有限公司
- 臺灣省農工企業股份有限公司

## 歷史首長
工礦處處長
- 包可永：1945年－1947年

建設廳廳長
- 楊家瑜：1947年4月30日－1949年12月18日
- 彭德：1949年12月18日－1950年2月
- 陳尚文：1950年2月－1953年
- 黃啟顯：1953年－1954年
- 連震東：1954年6月5日－1956年8月
- 朱江淮：1957年8月－1959年1月20日
- 林永樑：1959年1月20日－1968年6月[2]
- 柯丁選：1968年6月－
- 陳友欽：
- 林洋港：1972年6月－1976年6月
- 楊金欉：1978年6月－1981年2月2日
- 鄭水枝：1981年2月2日－1984年6月10日
- 黃鏡峰：1984年6月10日－1989年
- 李存敬：1989年－1992年
- 許文志：1992年－1994年12月23日
- 蔡鍾雄：1994年12月23日－
- 林將財：1998年－1999年7月1日（末任）

## 外部連結
- 經濟部中部辦公室 （页面存档备份，存于）（繁體中文）